# Lyngby Boldklub
Lyngby BK este un club de fotbal din Kongens Lyngby, Danemarca care evoluează în Superliga.